# Cynohyaenodon
Cynohyaenodon es un género extinto de mamíferos hienodóntidos creodontos, que vivieron en Francia y Suiza en el Eoceno medio al Oligoceno inferior.